# 阿杜图赖阿利亚斯马鲁图瓦库迪
阿杜图赖阿利亚斯马鲁图瓦库迪（Aduthurai alias Maruthuvakudi），是印度泰米尔纳德邦坦贾武尔县的一个城镇。总人口11455（2001年）。

## 人口
该地2001年总人口11455人，其中男性5726人，女性5729人；0—6岁人口1136人，其中男591人，女545人；识字率75.68%，其中男性为82.43%，女性为68.93%。